# Myioparus plumbeus
El papamoscas carbonero (Myioparus plumbeus) es una especie de ave paseriforme de la familia Muscicapidae propia del África subsahariana.